# Antisexualisme
L'antisexualisme, la négativité sexuelle ou l'antisexualité correspond à l'opposition ou à l'hostilité envers le comportement sexuel et la sexualité.

## Religieux
Certaines formes d’ascétisme gnosticisme[Lesquelles ?] l'ont relié au malin, et aux satisfactions vaines des sens physiques, qui devaient être évitées. Les couples mariés ont été encouragés[Par qui ?] à être célibataires,. Selon certaines sources, le premier théologien chrétien Origène s'est castré lui-même pour éviter la tentation et ainsi rester pur. Skoptzy était une secte radicale de l'Église orthodoxe russe, qui pratiquait la castration et l'amputation des organes sexuels. Skoptzy pensait que le Christ avait été castré lors de sa crucifixion, et que c'est cette castration qui a permis le Salut. Boston Corbett, qui fut impliqué dans l'assassinat de John Wilkes Booth, a été castré après avoir été insulté et tenté par des prostituées. Ann Lee fut le fondateur de Shakers, une secte protestante radicale, qui s'est opposée à la procréation et à toute activité sexuelle. Shakers était fermement opposée à la grossesse, même plus qu'à quoi que ce soit d'autre. John Harvey Kellogg, l'inventeur des céréales de différents types « corn flakes » pour le petit déjeuner, s'est opposé à toutes formes de relations sexuelles, en particulier la masturbation. The Road to Wellville tourne en dérision sa vie et ses pratiques. Father Divine, fondateur de l'International Peace Mission Movement, préconisait une abstinence religieuse à l'égard de la sexualité et du mariage, et enseignait que l'objectivation sexuelle était l'une des causes des mauvaises conditions sociales et politiques.

## Non-religieux
L'Anti-Flirt Club (en), fondé aux États-Unis pendant l'entre-deux-guerres, a été mis en place pour protéger les femmes des avances des hommes dans leurs voitures ou dans les coins de rue,,.
Le lieu de rencontre le plus populaire des antisexuels est le site Antisex.info, fondé par Yuri Nesterenko, qui a été largement reconnu comme le militant antisexuel le plus influent depuis qu'il a lancé une communauté antisexuelle basée sur FidoNet, en 1995,,,,,,. La communauté affirme avoir créé l'International Antisexual Movement  (IAM). Tout en mettant en avant le slogan « Say No to sex » (« Dire Non au sexe »), le porte-parole[citation nécessaire] de l'IAM s'efforce de faire comprendre aux gens qu'aucune pulsion sexuelle n'est assez intense pour qu'elle ne puisse pas être découragée par la raison, ou bien transformée en abstinence[citation nécessaire]. Certains membres de l'AIM disent avoir réussi à surmonter leur envie sexuelle.

## Fiction
- La « Junior Anti-Sex League », du roman de George Orwell, «  1984 », était composée d'un groupe de jeunes adultes dévoués à l'interdiction de tous rapports sexuels[22].
- Le film « Demolition Man » se déroule dans un futur où les rapports sexuels seraient interdits par le personnage « Evil M. Rogers », le Dr Cocteau ; l'expérience est simulée par la réalité virtuelle.